# Horniman Museum

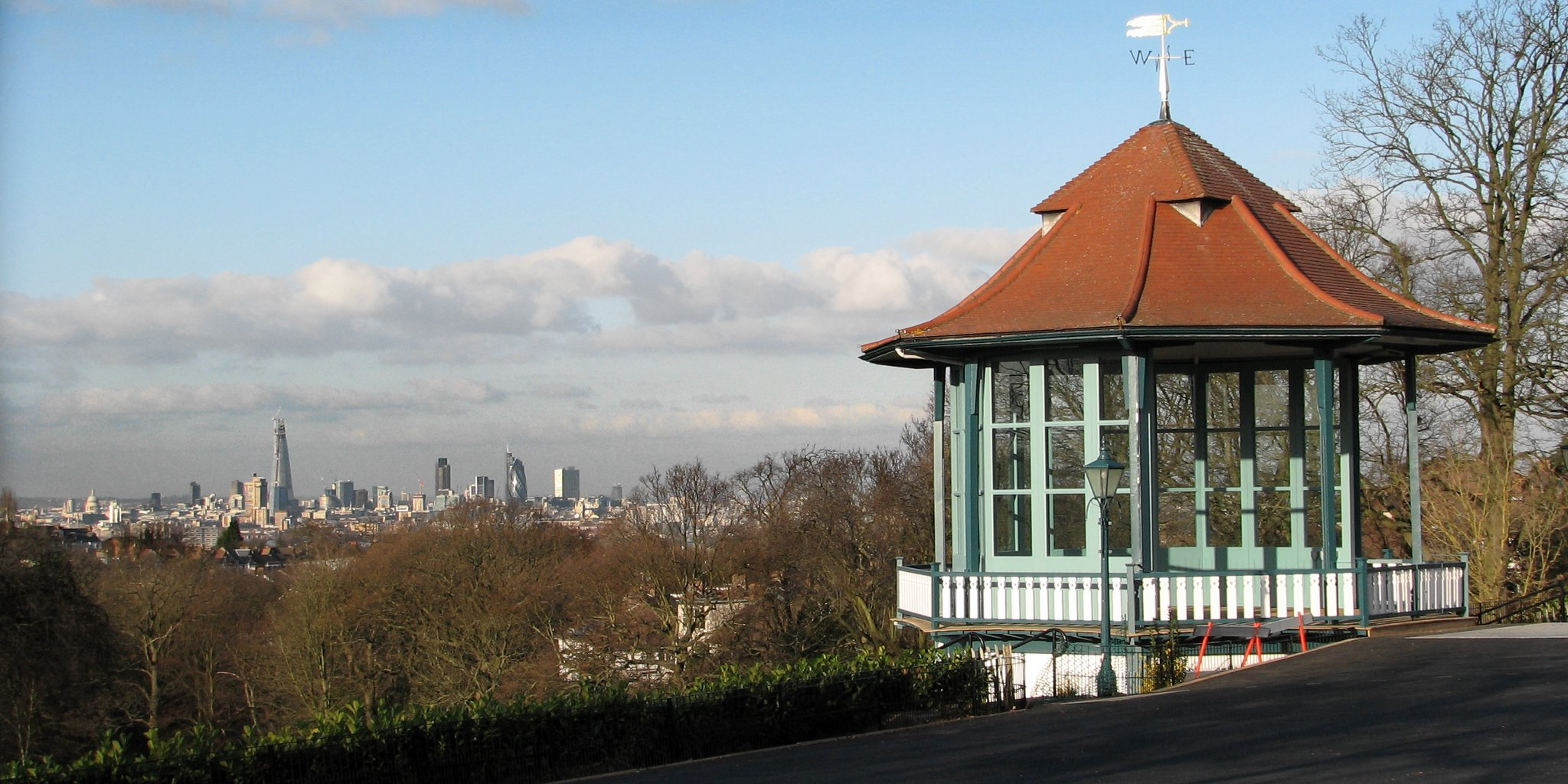
Musikpaviljonen med utsikt över Londons skyline

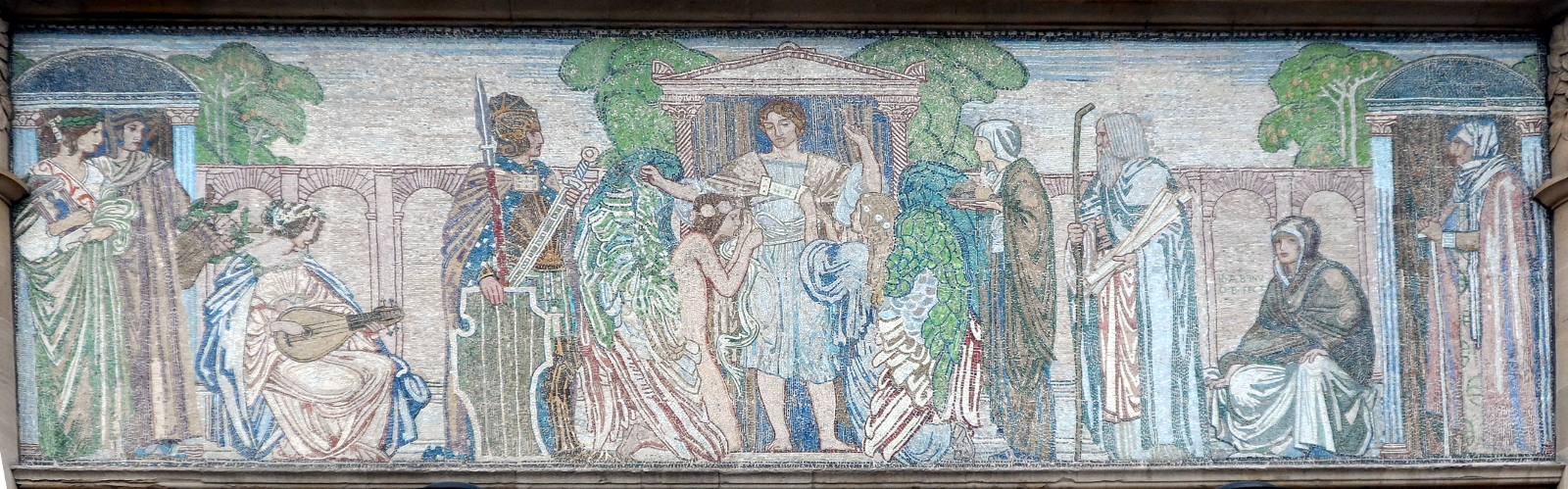
Fasadmosaiken Humanity in the House of Circumstance

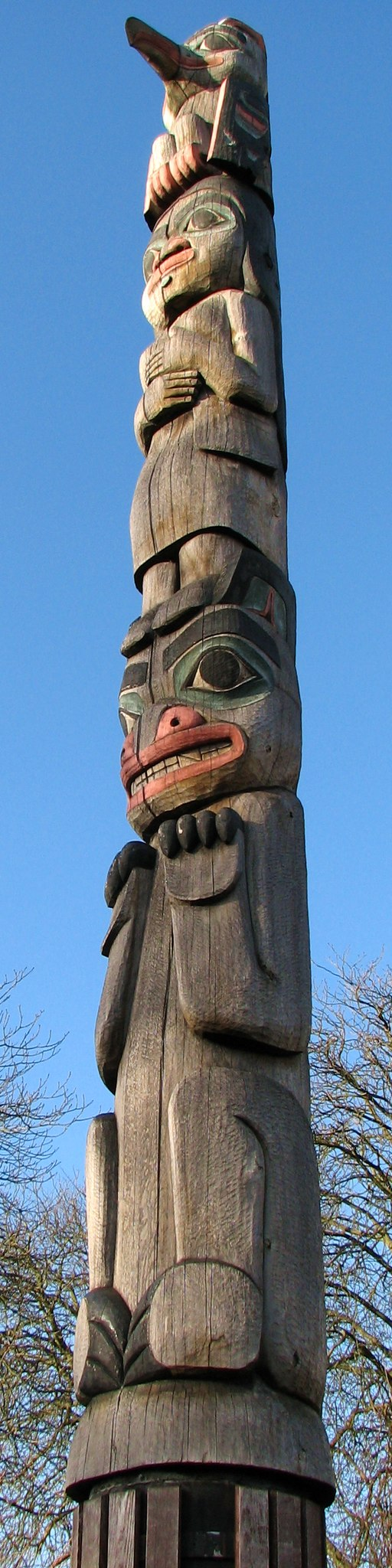
Totempålen av Nathan Jackson

Horniman Museum är ett brittiskt museum i Forest Hill i London. Museet öppnades 1901 i en byggnad, som ritades av  Charles Harrison Townsend. Byggnaden är ett byggnadsminne.

## Historik
Horniman Museum grundades av Frederick John Horniman (1835–1906), som ärvt Horniman's Tea, vilket omkring 1891 hade blivit världens största téföretag. Horniman samlade föremål under hela sitt liv. År 1911 donerade Frederick Hornimans son Emslie Horniman en angränsande byggnad, också den ritad av Charles Harrison Townsend, till museet.  
Museet har framför allt samlingar inom antropologi, naturalhistoria och musikinstrument, sammanlagt 350.000 föremål.

### Mosaik
På huvudbyggnadens fasad mot London Road finns en nyklassistisk väggmosaik med namnet Humanity in the House of Circumstance, skapad av Robert Anning Bell. Mosaiken består av över 117.000 mosaikbitar och mäter 3 x 9,8 meter.
De tre figurerna längst till vänster representerar Konsten, Poesin och Musiken och står vid en dörr som symboliserar födelsen, medan den beväpnade figuren representerar Uthållighet. De två knäböjande personerna representer Kärlek och Hopp, medan figuren i mitten symboliserar Medmänsklighet. Välgörenhet står till höger och bär fikon och vinrankor, följd av en vithårig Vishet som håller en stav samt en sittande figur som representer Meditation. Till sist, finns längst till höger vid dörren en figur som representerar Uppgivenhet, och samtidigt döden.

### Totempåle
Utanför museets huvudingång står en 6,1 meter hög totempåle av jättetuja. Denna snidades 1985 av tlingitkonstnären Nathan Jackson som en del av American Arts Festival. Den kröns av en örn, vilken är emblemet för Nathan Jacksons huvudklan. Under finns en flicka med en handväska och en grizzlybjörn, vilket återspeglar en sägen från USA:s nordvästkust om en flicka som gifte sig med en björn.

## Bildgalleri

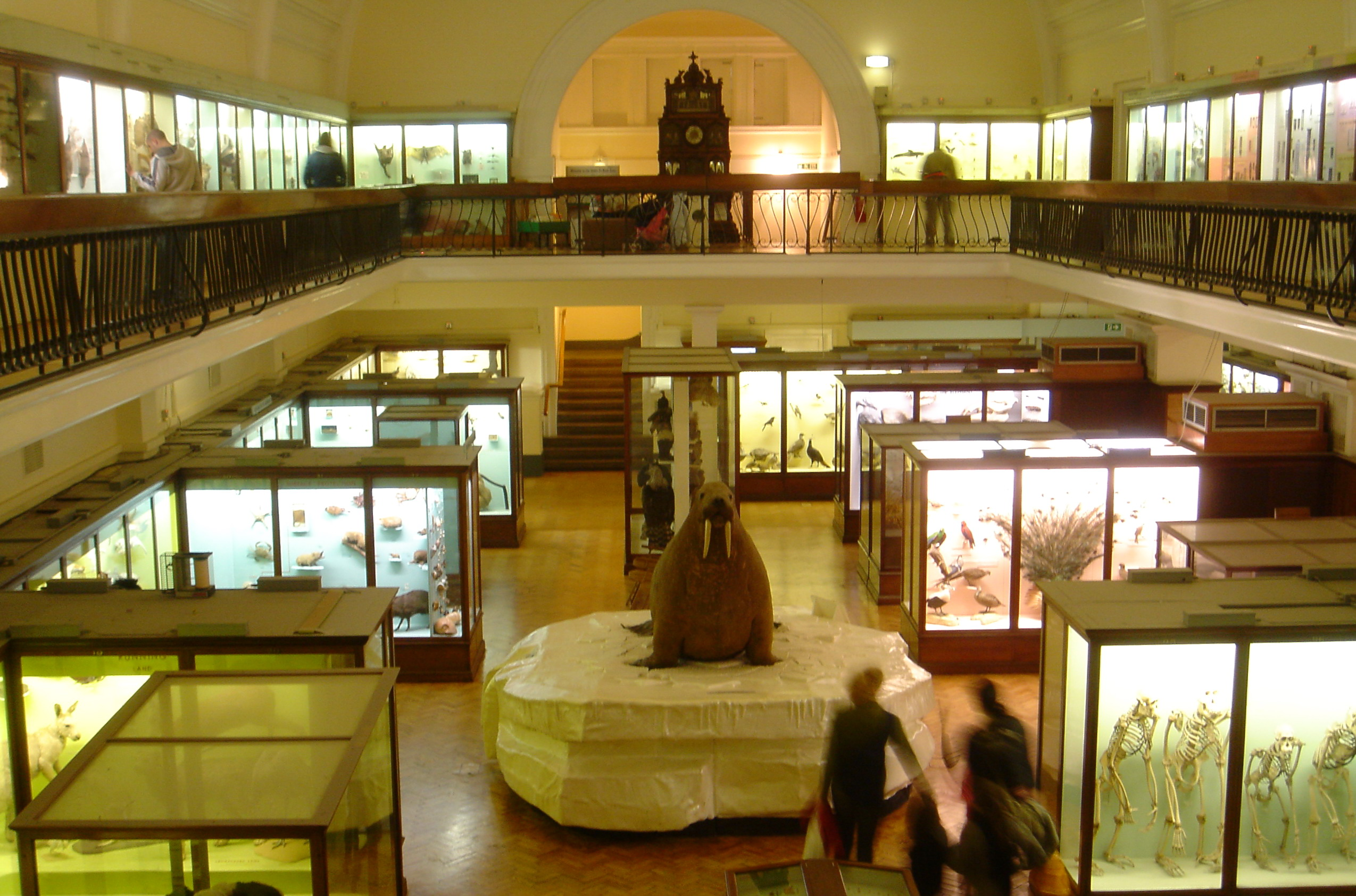
Stora utställningshallen
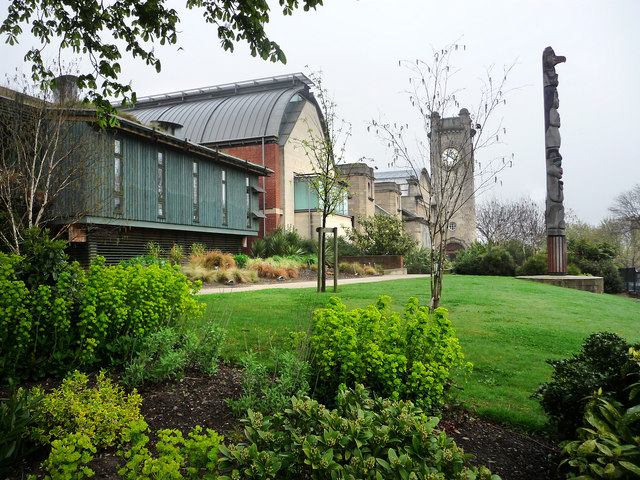
Totempålen
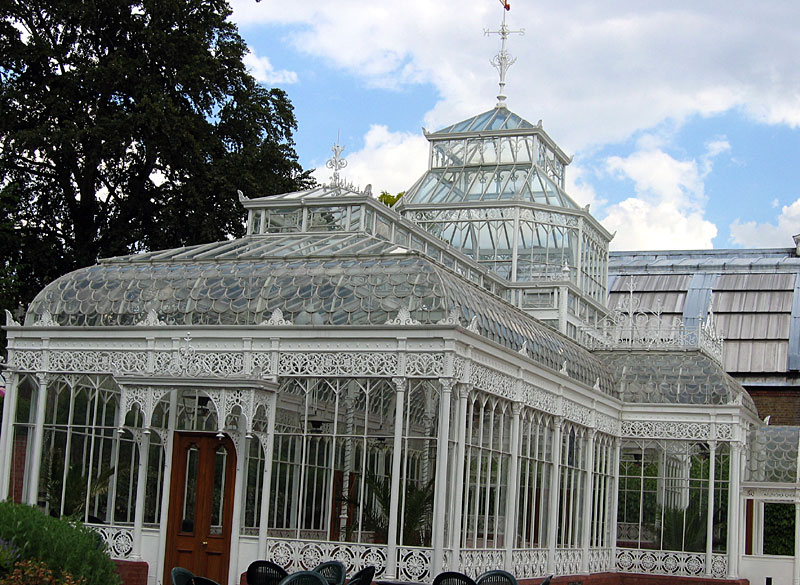
Vinterträdgården
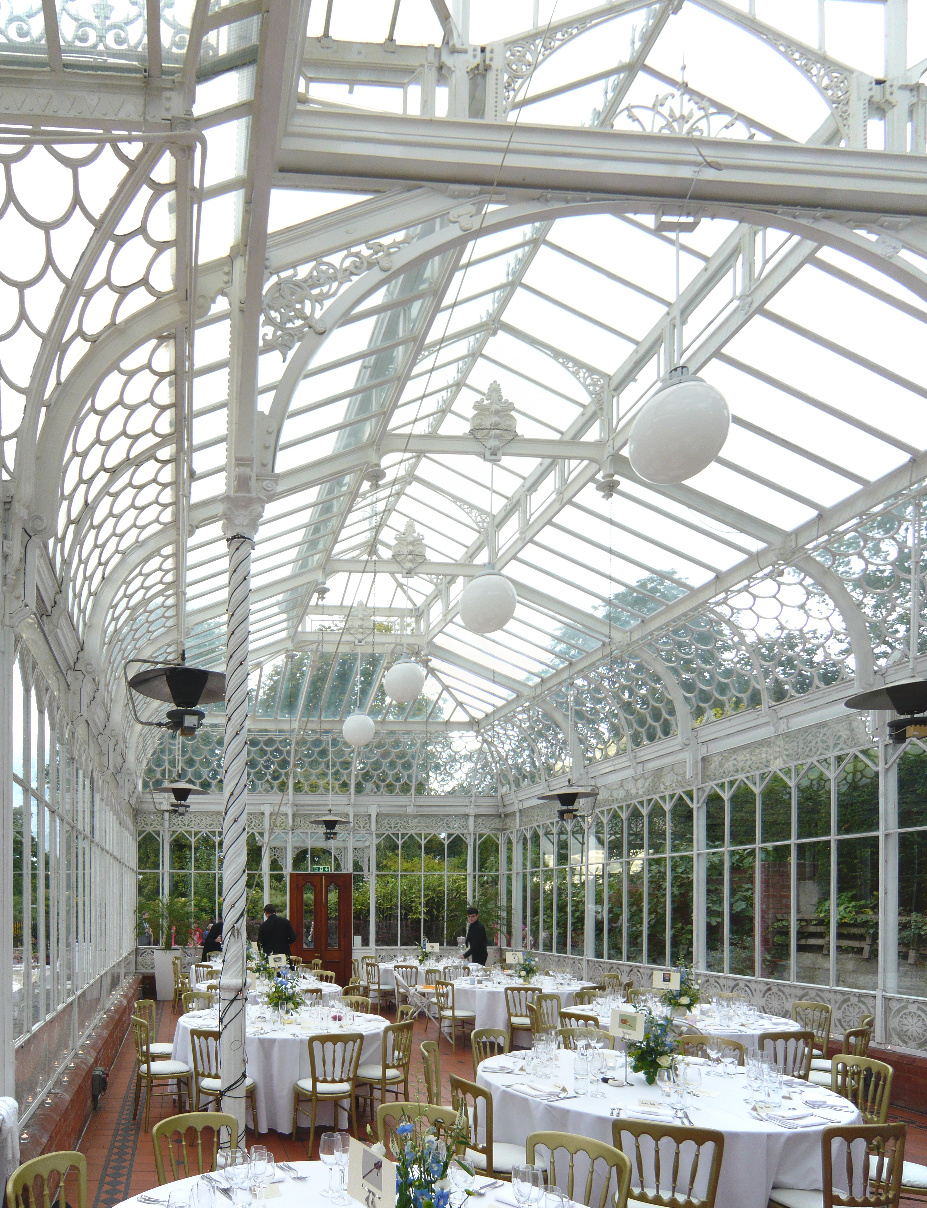
Interiör av vinterträdgården
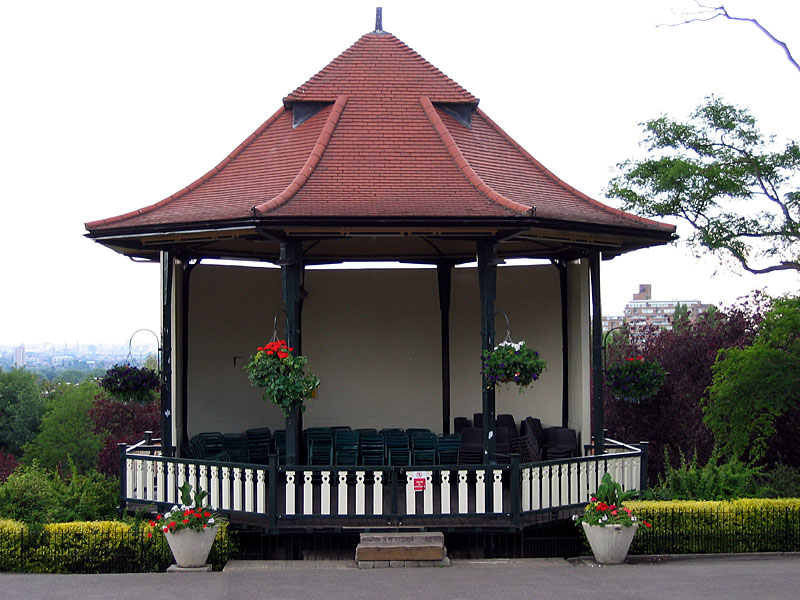
Musikpaviljongen från 1912
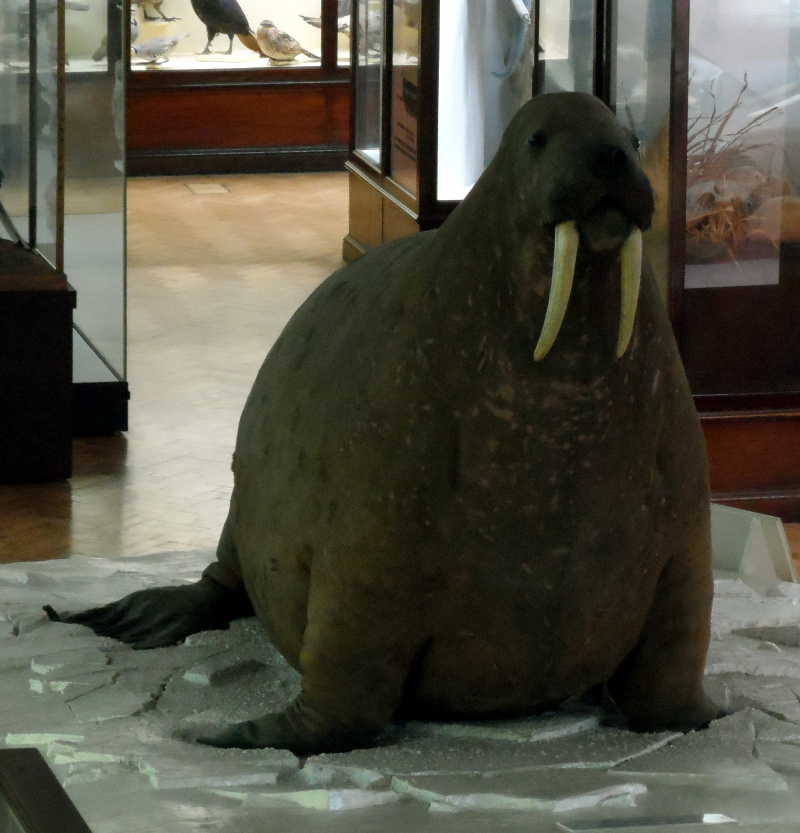
Kanadensisk valross